# Bryan B. Molloy
Bryan Barnet Molloy (* 30. März 1939 in Broughty Ferry, Schottland; † 8. Mai 2004 nahe Indianapolis, Indiana) war ein britischer Chemiker. Er war einer der Entwickler von Prozac bei Eli Lilly.
Molloy studierte Chemie an der University of St Andrews mit dem Bachelor-Abschluss 1960 und der Promotion 1963. Als Post-Doktorand ging er an die Columbia University und die Stanford University und ab 1966 arbeitete er bei Eli Lilly. Dort begann er Forschungen zu einem von Ray W. Fuller (1935–1996) begonnenen Projekt neue Antidepressiva zu finden, dem sich 1971 auch David T. Wong (* 1935) anschloss. Beteiligt war auch Klaus Schmiegel. 1974 fanden sie eine Substanz (Fluoxetin, als Prozac vermarktet), die selektiv die Wiederaufnahme von Serotonin im Gehirn verhinderte und so weniger Nebenwirkungen als vorherige Antidepressiva (Trizyklische Antidepressiva, MAO-Hemmer) hatte. Ausgangsbasis für die Suche waren Antihistaminika, da aus dieser Gruppe schon eines der ersten Neuroleptika (Chlorpromazin) kam, das auch antidepressiv wirkte.
Prozac wurde 1988 auf den Markt gebracht und wurde zu einem Blockbuster Medikament und einem der meist verschriebenen Anti-Depressiva weltweit. Das Patent lief 2001 ab.
1999 wurde er in die National Inventors Hall of Fame aufgenommen.